# 1149 en santé et médecine
| Années de la santé et de la médecine : 1146 - 1147 - 1148 - 1149 - 1150 - 1151 - 1152    |
| Décennies de la santé et de la médecine : 1110 - 1120 - 1130 - 1140 - 1150 - 1160 - 1170 |

Cet article présente les faits marquants de l'année 1149 en santé et médecine.

## Fondations
- Fondation à Troyes, en Champagne, d'une maison-Dieu Saint-Étienne qui, sous le nom d'Hôtel-Dieu-le-Comte, restera en fonction jusqu'en 1988[1] et dont les murs abritent aujourd'hui un musée de l'Apothicairerie consacré à l'histoire de la médecine et de la pharmacopée[2].
- À son retour de croisade, le roi de France Louis VII fonde l'hôtel-Dieu de Montlhéry, dont le porche aujourd'hui conservé s'orne des allégories de la Peste, de la Fièvre et du Mal des ardents[3].
- 1149-1158 : Raymond, évêque de Maguelone, promulgue les statuts de la léproserie Saint-Lazare de Montpellier, premiers règlements connus de cette sorte[4].
- 1149 ou 1187 : fondation près de Cantorbéry, sur la route de Douvres dans le Kent en Angleterre, par l'abbé de Saint-Augustin, de l'hôpital St. Lawrence « pour les moines atteints de la lèpre ou d'autres maladies contagieuses et comme maison d'aumônes pour les parents pauvres des deux sexes de ces moines[5] ».

## Personnalité
- 1141-1149 : fl. Arnaud, médecin, cité dans une charte de l'abbaye Saint-Étienne de Baignes en Saintonge[6].